# Torniojärvi
Torniojärvi är en sjö i kommunen Suomussalmi i landskapet Kajanaland i Finland. Den är 10,2 meter djup. Arean är 39 hektar och strandlinjen är 5,34 kilometer lång. Sjön  ingår i Uleälvens huvudavrinningsområde.   Den ligger omkring 120 kilometer nordöst om Kajana och omkring 570 kilometer nordöst om Helsingfors. 